# Nausėda
Nausėda ist ein litauischer männlicher Familienname.

## Weibliche Formen
- Nausėdaitė (ledig)
- Nausėdienė (verheiratet)

## Personen
- Alfredas Stasys Nausėda (* 1950), litauischer Politiker, Seimas-Mitglied
- Ann Jura Nausėda (* 1950), US-amerikanische Schauspielerin
- Gitanas Nausėda (* 1964), litauischer Ökonom und Politiker, Professor der Universität Vilnius, Präsident Litauens
- Kazimieras Nausėda (* 1962), litauischer Politiker, Vizebürgermeister von Kaunas
- Petras Nausėda (* 1985), litauischer Eishockeyspieler